# Expedientes clasificados de Alias
Este artículo contiene expedientes clasificados de los personajes de ficción que forman la trama y elenco de la serie de televisión estadounidense creada por el director y productor de cine J. J. Abrams, Alias.
Nota: Los expedientes están actualizados hasta la cuarta temporada

## Expedientes Clasificados
SYDNEY BRISTOW
- ID-CLASS: USS-CI-2300844
- PERFIL: BRISTOW SYDNEY A.

CIA USS-CI-2300844.

CIA USS-CI-2300708.

CIA USS-CI-2300922.

- AFILIACION: CIA (Agencia Central de Inteligencia)
- NOMBRE EN CLAVE: Montañera
- ALIAS: Julia Thorne
- ALTURA: 173cm
- PESO: 56,7 kg
- CARACTERISTICAS EN SERVICIO: Dislocación de ambos hombros, extracción molar, herida de bala en el hombro izquierdo, severas contusiones internas debido a la pelea con Alison Doren, proceso de lavado de cerebro y borrado de memoria
- ENTRENAMIENTO/HABILIDADES ESPECIALES: Lucha, krav magá, alta experiencia como agente de campo, Pilates, lingüística, arte dramático y estudios eléctricos para el desbloqueo de puertas con cierres eléctricos o magnéticos.
- IDIOMAS: Inglés (varios dialectos), español, ruso, alemán, neerlandés, francés, italiano, portugués, sueco, rumano, húngaro, checo, hebreo, uzbeko, árabe, urdo, indonesio, cantonés, mandarín, japonés, coreano y vietnamita.
- EDUCACIÓN:Master en Literatura Inglesa, graduada en febrero de 2003.
- EXPERIENCIA: Reclutada a la edad de 26 años posible primera generación del proyecto Navidad de Jack Bristow.
- PADRE: Jack Bristow
- MADRE: Irina Derevko alias Laura Bristow
- HERMANA: Nadia Santos
- TIAS: Katya Derevko y Elena Derevko
- HISTORIAL CON LA CIA Y EL SD-6:Aprovechando que ella pensaba que era la CIA fue reclutada en su primer año de universidad por Arvin Sloane para una organización terrorista llamada SD-6, no fue hasta pasados siete años cuando descubrió la verdadera naturaleza del SD-6 y que su padre era uno de ellos. Se marchó a la verdadera CIA y trabajó como agente doble en el SD-6. El agente Michael Vaughn fue asignado como su supervisor y junto con su padre, también agente doble, lograron desarticular al SD-6 y a la Alianza de los Doce. Fue declarada oficialmente muerta tras la pelea con Alison Doren y posterior incendio de su casa. En realidad fue secuestrada y torturada por una organización terrorista denominada el El Pacto, huyó y se puso en contacto con FBI Asistente Director Kendall Director asistente del FBI, trabajaron juntos bajo la identidad de Julia Thorne. Posteriormente se hizo borrar la memoria para ocultar un artefacto de Rambaldi que contenía su ADN. Tras su retorno a la CIA se encontrará con que Vaughn está casado y su padre en la cárcel bajo custodia federal. Tras la desarticulación de El Pacto la agente Sydney Bristow fue reclutada por una rama sereta de la CIA denominada APO.
- FICHA PERSONAL: Prometida de Danny Hecht (muerto en 2001), tuvo una relación con el agente Noah Hicks (muerto en 2002) y actualmente mantiene una relación con el agente Michael Vaughn. Amiga intima de Francie (asesinada y reemplazada por Alison) y de Will Tippin actualmente bajo protección de testigos. Abierto un expediente disciplinario por desobedecer una orden directa para investigar la sospecha de que Vaugnh es un agente doble, negándose a realizar una copia del disco duro del ordenador personal de Vaughn. Encontró y rescató a su hermana de una cárcel en Chechenia y actualmente comparten casa.

JACK BRISTOW
- ID-CLASS: USS-CI-2300682
- PERFIL: BRISTOW JACK D.

CIA USS-CI-2300682.

- LUGAR DE NACIMIENTO: London, Ontario, Canadá
- AFILIACION: CIA (Agencia Central de Inteligencia)
- ALTURA: 188cm
- PESO: 88,5 kg
- CARACTERISTICAS EN SERVICIO: Gran capacidad para soportar la tortura, expuesto a gran cantidad de radiación para salvar a Sydney.
- ENTRENAMIENTO/HABILIDADES ESPECIALES:Psicología, Física, Aeronáutica, Ingeniería, Criptología, Lingüística, capacidad absoluta para controlar sus emociones y así poder eludir interrogatorios y detectores de mentiras, alta capacidad y conocimiento de la anatomía humana tanto para la medicina como para la tortura.
- IDIOMAS: Inglés, español, ruso, árabe, chino
- EDUCACIÓN: Doctorado, LAS
- ESPOSA: Irina Derevko alias Laura Bristow
- HIJA: Sydney Bristow
- HISTORIAL Reclutado por la CIA junto a Arvin Sloane en 1970. Se marchó al SD-6 junto con Sloane cuando se constituyó la Alianza de los Doce en 1991, aunque siempre perteneció a la CIA utilizó como tapadera su desilusión con el Gobierno de los Estados Unidos debido al alto grado de corrupción y argumentaba que la alianza podía gobernar este mundo tan corrupto. Su trabajo encubierto en el SD-6 era como exportador de piezas de aviones en el espacio aéreo de Jennins hasta 2001, fecha en la que fue nombrado mánager general del credit dauphine. Estuvo siendo investigado tras contraer matrimonio con Irina Derevko alias Laura Bristow una agente de la KGB. Fue absuelto de todos los cargos tanto por la CIA como por el FBI

IRINA DEREVKO
- ID-CLASS: CCCP-КГБ-310045щз

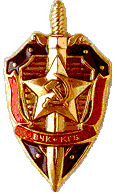
KGB CCCP-КГБ-310045щз.

- PERFIL: ДЕРЕВКО, ИРИНА - DEREVKO, IRINA.
- LUGAR Y FECHA DE NACIMIENTO: Москва (СССР) 22/03/1950 - Moscú (URSS) 22/03/1950
- ALIAS: Laura Bristow - El Hombre
- AFICIACION: КГБ (Комитет Государственной Безопасности) - KGB (Comité para la Seguridad del Estado)
- ALTURA: 175cm
- PESO: 60 kg
- CARACTERISTICAS EN SERVICIO: Implantado un transmisor en un hombro, posteriormente extraído por Jack y sustituido por un transmisor pasivo. Herida de bala en el hombro derecho y torturada durante semanas por su hermana Elena para extraer información sobre el montaje de los artefactos de Rambaldi.
- ENTRENAMIENTO/HABILIDADES ESPECIALES: Manipulación, engaño, capacidad absoluta para controlar sus emociones y así poder eludir interrogatorios y detectores de mentiras, Yoga, capaz de asumir los beneficios del sueño de ocho horas en diez minutos de concentración, lingüística, arte dramático y alta capacidad para soportar la tortura.
- IDIOMAS: Ruso, inglés, tailandés,
- EDUCACIÓN: Master en Literatura Inglesa, B.A
- MARIDO: Jack Bristow
- HIJAS: Sydney Bristow y Nadia Santos
- HERMANAS: Katya Derevko y Elena Derevko
- HISTORIAL: Reclutada para la KGB por Alexander Khasinau en 1970. Su primera misión en la inteligencia soviética fue la de ir a los Estados Unidos, casarse con el agente de la CIA Jack Bristow y conseguir información sobre el Proyecto Navidad. Trabajó encubierta como profesora de Literatura en la prestigiosa universidad de UCLA. Cuando Jack volvía de sus misiones siempre se paraba en una librería antigua de Praga donde compraba primeras ediciones de libros antiguos, era en estos libros donde la KGB ordenaba las misiones a seguir a Derevko. Irina asesinó a 20 agentes de la CIA entre los que se encontraba Bill Vaughn padre de Michael. En 1981 cuando Sydney tenía 6 años Irina fingió su muerte en un accidente de tráfico con el agente de la CIA Bentley Carter, quien en realidad era espía de la KGB, y se unió a Khasinau formando su propia organización. 20 años más tarde reaparece en escena entregándose a la CIA para colaborar con la misma. Salió de la cárcel para colaborar en una misión de campo ayudando a Jack y a Sydney a infiltrarse en la base PRF en la India. Semanas después se escapó de la cárcel aliándose con Arvin Sloane y Sark en la búsqueda de los objetos de Rambaldi. Su hermana Elena Derevko duplicó a Irina mediante el Proyecto Hélice y pago a un mercenario para matar a Sydney haciéndose pasar por Irina, con el fin de provocar a Jack para que matase a Irina, reteniendo así a la verdadera para torturarla y sacarle información sobre Rambaldi. Más tarde Irina fue rescatada por sus dos hijas de sus secuestradores, ayudó a la desactivación del artefacto de Rambaldi en la ciudad rusa de Sovogda y ejecutó a su hermana Elena. Desde entonces se desconocen sus actividades.

ARVIN SLOANE
- ID-CLASS: 30408-00811
- PERFIL: SLOANE, ARVIN.
- CASOS ARCHIVADOS:MOSCÚ-E640, TAIWÁN-E630, BRASILIA-E651, MADRID-E645, BERLÍN-E647, VIRGINIA-E641, MARRUECOS-E650
- LUGAR DE NACIMIENTO: Brooklyn, NY, USA
- FECHA DE NACIMIENTO: 31/10/1950
- AFILIACION: CIA (Agencia Central de Inteligencia), La Alianza de los Doce, Rambaldi, APO, Profeta Cinco
- ALTURA: 176cm
- PESO: 79,3 kg
- ESPOSA: Emily Sloane.
- HIJA: Nadia Santos.
- ENTRENAMIENTO/HABILIDADES ESPECIALES: Manipulación, engaño, historia mundial y lingüística
- IDIOMAS: Inglés, español, ruso, francés, hebreo.
- EDUCACIÓN: Doctorado en Lingüística, Master en finanzas y económicas.
- EXPERIENCIA: Reclutado junto a Jack Bristow en 1970.
- FICHA PERSONAL: Su obsesión por Rambaldi lo motivó a cometer actos terroristas durante tres décadas. Todo comenzó 30 años antes cuando se alistó en el ejército del Cuerpo de Ingenieros, comenzando así un largo viaje con el fin de dar a conocer al mundo la visión personal que tenía de él Rambaldi . A lo largo de los años fue recopilando artefactos de Rambaldi justificando sus acciones cuando averiguó que él formaba parte de los planes de Rambaldi. Fingió la muerte de su esposa Emily en 2002 aunque falleció en 2003 a causa de un disparo errado por el agente de la CIA Marcus Dixon. Tuvo un affair con Irina Derevko y una relación con la Doctora de psiquiatra de la CIA Judy Barnett. El antiguo jefe del SD-6, se entregó a la CIA, proporcionando información que fue usada para desarticular más de dos docenas de células terroristas. Afirmó haber zanjado su obsesión por Rambaldi y se dedicó a labores humanitarias constituyendo la empresa Omnifam, una organización de salud mundial con sede en Zúrich. Averiguó que tenía una hija con Irina Derevko, Nadia Santos, la cual hizo que se apartase del mundo Rambaldi. Posteriormente le fue encargada la misión de dirigir una unidad de operaciones especiales denominada APO.

MICHAEL VAUGHN
- ID-CLASS: USS-CI-2300708
- PERFIL: VAUGHN MICHAEL C.
- AFILIACION: CIA (Agencia Central de Inteligencia)
- LUGAR Y FECHA DE NACIMIENTO: Fleury, Normandía, Francia 27/11/1968
- ALTURA: 183cm
- PESO: 81,6 kg
- IDIOMAS: Inglés, español, ruso, francés, italiano.
- EDUCACIÓN: Master en Literatura Francesa.
- PADRE: William "Bill" Vaughn
- MADRE: Delorme Vaughn
- EXPERIENCIA: Reclutado en diciembre de 1994.
- FICHA PERSONAL: Su padre, Bill Vaughn, seguidor Rambaldi fue asesinado por Irina Derevko. Bill se hizo cargo de la protección de una niña denominada como el Pasajero, que según Rambaldi, era la opuesta a la Elegida (quien muchos creen que es Sydney). Vaughn se unió a la CIA para seguir los pasos de su padre. Michael tuvo novia en la primera temporada, Alice, oficialmente rota en febrero de 2003. Fue asignado como supervisor de Sydney Bristow, cuando esta desertó del SD-6 para unirse a la verdadera CIA. Después de la supuesta muerte de Sydney, Michael abandonó la CIA y se casó con Lauren Reed, hija del senador Reed y agente de Seguridad Nacional, la cual resultó ser una agente doble que trabajaba para El Pacto. Michael mató a Lauren para salvar a Sydney y estuvo un mes bajo evaluación psicológica tras provocar el incendió que quemó la casa donde él y Lauren vivían juntos. Posteriormente Michael se unió a una rama secreta de la CIA denominada APO.

MARCUS DIXON
- ID-CLASS: USS-CI-2300922
- PERFIL: DIXON MARCUS R.
- AFILIACION: CIA (Agencia Central de Inteligencia)
- LUGAR DE NACIMIENTO: Mineápolis, Minnesota
- ALTURA: 185cm
- PESO: 88,5 kg
- ESPOSA: Diane Dixon.
- HIJOS: Robin, Steven.
- IDIOMAS: Inglés, Tailandés, Sudanés (Dinka, Nubian, Beja), Hebreo y Árabe.
- EXPERIENCIA: Reclutado en diciembre de 1989.
- FICHA PERSONAL: Se casó con Diane el 12 de mayo de 1983, tras su muerte, varios años más tarde empezó un a relación con la Directora de división Hayden Chase.

- Datos: Q5853342